# La Martiniana
La canción de La Martiniana es un famoso son tradicional mexicano, característico del istmo de Tehuantepec, Oaxaca conocido particularmente por su estrofa "No me llores, no, porque si lloras, yo peno. En cambio, si tú me cantas, yo siempre vivo y nunca muero..." que el compositor y escritor oaxaqueño Andrés Henestrosa, popularizó y que se ha convertido en un canto popular muy utilizado, además de los más representativos del estado de Oaxaca y de México.
Sin embargo la autoría de este tema por parte de Henestrosa es dudosa, porque esta canción desde tiempo atrás era un son popular Tehuano con autoría anónima, este autor escribió la misma música con diferente letra antes que Henestrosa popularizara la suya. La canción se llama "La Micaela" y cuenta la historia de un pescador de San Isidro Pichichi que le dice a su esposa que no tienen dinero para ir al cuarto viernes (celebración del santo de la ciudad de Chihuitán), que no insista pues este año no hubo una buena cosecha. Retratando la conciencia social de los pueblos del Istmo, la pobreza y devoción católica que ha marcado su manera de ser.

## Descripción de ambas canciones
DE LA MICAELA:
Como ya se mencionó anteriormente este son era muy popular en todo el istmo, pero su autoría jamás fue establecida. Ahora, sin lugar a dudas la letra de "La Micaela" es mucho más poética y elaborada, además de tener un punto que todas las grandes obras tienen, retrata un hecho común, es verdadera. Este músico anónimo no disfrutó de la fama de esta canción, pero seguramente estaría satisfecho de ver como se convirtió en un canto de añoranzas zapotecas.
DE LA MARTINIANA:
Se dice que el autor escribió las estrofas de este son a su madre quién se llamaba Martina, si, Henestrosa popularizó con un nuevo nombre y con versos de su autoría. ¿Es esto un plagio? Si se hubiese atribuido la autoría de la música sí lo sería; pero si sólo le compuso letra, aunque a muchos les pese reconocerlo, no sería así. Puesto que es muy común que autores istmeños compongan letras sobre melodías ya existentes. Aunque, en este caso la melodía ya tenía letra, además de que Henestrosa le cambio el nombre (cosa que a muchos les parece lo más reprochable). Realmente la cuestión sería que Henestrosa hubiese aclarado que esa melodía no era suya, por eso el debate está abierto, y obviamente habrá muchas posturas.